# 特立尼达和多巴哥华人
特立尼达和多巴哥华人（英语：Chinese Trinidadian and Tobagonian，有时亦作Sino-Chinese Trinidadian and Tobagonian）是华裔的特立尼达和多巴哥人。这一群体的人包括移民到特立尼达和多巴哥的来自中国的人和海外华人们及其后代，而这些后代也包括那些已经从特立尼达和多巴哥移民到了其他的国家的人（尤其是美国、加拿大及英国，但也有到别的国家的，包括移民回中国的）。华裔混血者和纯华裔者通常都被称为“特立尼达和多巴哥华人”，然而在人口普查中，前者通常被归类于混血人种。
早在1806年，华人便开始定居于特立尼达和多巴哥了。在1853年到1866年间，有2645名华人移民作为契约劳工抵达了特立尼达和多巴哥，在当地的甘蔗种植园与可可树种植园工作。华人移民在二十世纪前半叶达到顶峰，但是在1949年的中国革命后锐减。在1960年，特立尼达和多巴哥的（未混血的）华人人口达到了8361人的顶峰，而在2000年，则已降至了3800人。

## 华人群体
特立尼达和多巴哥华人群体是一个形形色色的混合体，其中有来自中国的第一代移民，有祖先们在特立尼达和多巴哥生活了许多代的当地人，还有原本定居在美国、加拿大及英国，之后移居到了特立尼达和多巴哥的人们。如上所述，特立尼达和多巴哥华人群体包括华裔混血者和纯华裔者，而在该国的人口普查中，前者通常被归类于混血人种。大多数特立尼达和多巴哥华人来自广东省，尤其是其中的客家人。

## 历史
特立尼达和多巴哥华人群体追溯其来源至1806年10月12日运载着一群在澳门、槟城及加尔各答招募的华人的船只“坚韧号”的抵达。在1805年12月，一名葡萄牙人船长在澳门招募了141名华人，之后用船只将他们载到了槟城并在当地又招募了6人。之后他们又在加尔各答招募了53人，凑到了整整200人。八个月后，这一群人的幸存者们抵达了特立尼达。金·约翰逊报告说有194人在这次航行中幸存了下来，而陆华祖则报告说是192人。这一群人定居在首府西班牙港西边的科科里特的监视庄园（Surveillance Estate）。考虑到城市附近缺乏农田，这一群人请求被允许雇出他们自己为劳工。15人被雇去当圍網捕撈者，1人成为了鞋匠。在特立尼达待了一年后，移民中有17人死去了。在1807年7月，他们中的61人又乘坐“坚韧号”离开了。到了1810年，他们中只有22人还留在特立尼达，而到了1834年，则只有7人了，这也是这一群体最后一次被提到。
1806年“坚韧号”的抵达是华人在加勒比地区的首次有组织的定居，它早于40多年后的华人契约劳工的输入。这是在这个之后成为了一块新的英殖民地的地方建立一个自由劳工和农民的定居点的计划中的第一步。英国皇家海军上校威廉·莱曼建议道使用华人自由劳工来建立新的甘蔗种植园比用非洲奴隶会更便宜。与此同时，在海地革命的余波影响下，英国官员们也建议道特立尼达和多巴哥的华人移民定居点将会在受奴役的非洲人与白人之间，提供一个缓冲作用。
英帝国的废奴之举导致了特立尼达的劳动力短缺。契约劳工从世界各地被输入，其中包括印度和马德拉。在1853年到1866年间，2645名华人移民乘坐八艘船抵达了特立尼达──2336男，309女，其中4儿童。这些移民构成了特立尼达的第二波华人移民。第三波始于1911年的辛亥革命之后并持续到了1949年的中国革命为止。这些移民大都是在之前的移民的努力下才被带到特立尼达和多巴哥的。第四波移民始于20世纪70年代晚期并继续着。
还有一些移民最初移民到的是加勒比地区的其他地方，之后他们又定居在了特立尼达。英属圭亚那就是一个典型例子。在1853年到1884年间，它曾接收了13593名来自中国的契约移民。

## 著名特立尼达和多巴哥华人

### 政治与政府
- 所罗门·何才爵士：最后一任英属特立尼达和多巴哥总督（英语：List of Governors of Trinidad and Tobago）及第一任特立尼达和多巴哥高级总督（英语：List of Governors-General of Trinidad and Tobago）。
- 乔治·马克斯韦尔·理查兹教授：前特立尼达和多巴哥总统。[1]
- 迈克尔·杰伊·威廉姆斯（英语：Michael J. Williams (politician)）：前特立尼达和多巴哥参议院主席（英语：President of the Senate）。
- 叶明，前参议员（英语：Senate of Trinidad and Tobago）、国会议员及财政部长。
- 陈友仁：中华民国前外交部长。[2]
- 罗纳德·J·威廉姆斯：前参议员、国会议员及国营企业部长，前西印度群岛联邦国会议员。[5]
- Robert A. Chee-Mooke：前西班牙港副市长。（也是非裔）
- 林赛·吉莱特：前参议员及政府部长。[6]
- 布赖恩·桂东：前参议员及政府部长。[7]
- 霍华德·钦·李：前参议员及政府部长。[8]
- 劳伦斯·阿冲：前波因特福廷市长、国会议员及政府部长。[9]
- Maxwell Awon博士：前国会议员及卫生部长。[1]
- 德斯蒙德·阿勒姆：前国会议员。[10]
- 伊登·尚德：前国会议员及政府部长。[11]
- Oswald Hem Lee：前国会议员及政务次官。[12]
- 肯尼思·阿阳·齐：前参议员。[13]
- 阿尔弗雷德·理查兹：贸易工会会员及前西班牙港市长。[1]
- 蒂托·阿冲：贸易工会会员及前西班牙港市长。[1]
- 爱德华·李博士：前圣费尔南多市长。[1]
- Norman Tang：西班牙港前市长。[1]
- Albert Aleong：前阿里马市长。[1]
- Franklin Khan：前建筑工程与运输部长及奥图瓦尔-马亚罗地区议会议员。

### 商业与工业
- John Lee Lum：商人及石油业先锋。[1]
- 威廉·H·司各特：商人。[1]
- 卡尔顿·麦克：食品杂货商及慈善家。[1]
- 路易斯·杰伊·威廉姆斯：商人。[1]

### 艺术与娱乐
- 戴爱莲：舞蹈家、舞蹈教育家。
- Sybil Atteck（英语：Sybil Atteck）：画家。
- André Tanker（英语：André Tanker）：音乐家及作曲家。[1]
- Willie Chen：画家。[1]
- 卡莱尔·张：雕刻家、画家及设计者；[1]设计过特立尼达和多巴哥国旗与国徽。[14]
- Edwin Hing Wan：画家。[1]
- Raymond Choo Kong：演员、制片人及导演。[1]
- 帕特里克·琼斯：即兴歌曲演唱者（英语：Calypsonian）；绰号“护国公克伦威尔”及“化装舞会先锋”。[1]
- 埃德温·阿阳（英语：Crazy (calypsonian)）：即兴歌曲演唱者；绰号“疯子”。
- Richard Chen：即兴歌曲演唱者；绰号“雷克斯·韦斯特”。[1]
- Lenn Chong Sing：报纸《特立尼达和多巴哥守护者（英语：Trinidad and Tobago Guardian）》前总编。
- Anthony Chow Lin On：牙买加式唱片骑师（英语：Deejay (Jamaican)）及即兴歌曲演唱者；绰号“中国洗衣店”。
- Ellis Chow Lin On：音乐制作人及经理人。[1]
- 奥布里·克里斯托弗：当地即兴歌曲录制先锋。[1]
- Stephen Lee Heung与Elsie Lee Heung：狂欢节（英语：Trinidad and Tobago Carnival）领队。[1]
- Chris Wong Won（英语：2 Live Crew）：更著名的名称为“Fresh Kid Ice”；2 Live Crew（英语：2 Live Crew）的创建成员之一。
- Stephanie Lee Pack：1974年特立尼达和多巴哥环球小姐。
- 阿尼亚·阿阳·齐（英语：Anya Ayoung-Chee）：2008年特立尼达和多巴哥环球小姐及《天桥骄子》第9季获胜者
- Matthew Soong Bouchard：特立尼达吉他手。
- 拉乌尔·加里布：化装舞会舞蹈者。
- Boyzie Chee-Mooke：枫树社会俱乐部共同创建成员之一。
- Inga DeCarlo Fung Marchand（英语：Foxy Brown (rapper)）：美国说唱歌手。

### 科学与医学
- 伯特·阿冲博士：人类疱疹病毒第四型共同发现者之一。[1][15]
- 约瑟夫·伦诺克斯·帕万（英语：Joseph Lennox Pawan）博士：吸血蝙蝠传播狂犬病的发现者。[15]
- David Picou博士。[1][15]
- Theodosius Poon-King博士。[15]
- Oswald Siung博士。[15]
- Arthur Lai Fook神父：教育家及神职人员。[16]
- John Aleong教授及博士：教育家、统计学家及作家。[17]

### 运动
- 埃利斯·阿冲（英语：Ellis Achong）：第一位华人板球选手。
- Rupert Tang Choon：20世纪40和50年代著名板球选手。
- Bert Manhin：特立尼达和多巴哥首位射击比赛奖牌获得者（1978年英联邦运动会（英语：1978 Commonwealth Games））。
- Richard Chin A Poo：前国家队足球运动员。

### 其他
- James Chow Bing Quan：1913年第一任华人协会主席、1915年致公堂特立尼达支部第一任主席。[18]
- Kwailan La Borde：水手；与她的丈夫哈罗德·拉博尔德（英语：Harold La Borde）、儿子皮埃尔一起成为了首次环航全球的特立尼达人。[1]
- 莱尔·汤森德：前通讯工人工会秘书长。